# Con thoi Đường 42
Con thoi Đường 42 (tiếng Anh: 42nd Street Shuttle)  là dịch vụ tàu con thoi của tàu điện ngầm Thành phố New York hoạt động tại Manhattan. Tàu con thoi đôi khi được gọi là Con thoi Trung tâm Lớn/Quảng trường Thời Đại (Grand Central/Times Square Shuttle), vì đây là hai ga duy nhất mà nó phục vụ. Xe đưa đón chạy mọi lúc trừ đêm khuya, với các chuyến tàu chạy trên ba đường ray bên dưới Đường 42 giữa Quảng trường Thời Đại và Trung tâm Lớn. Với hai trạm, đây là dịch vụ thường xuyên ngắn nhất trong hệ thống theo số lượng điểm dừng, chạy khoảng 2.402 foot (732 m) trong 90 giây. Xe đưa đón được sử dụng bởi hơn 100.000 hành khách mỗi ngày và lên tới 10.200 hành khách mỗi giờ trong giờ cao điểm.